# Твій рух
«Твій рух» (пол. Twój Ruch) — колишня соціал-ліберальна, популістська та антиклерикальна польська політична партія. Вона була заснована Янушом Палікотом як Рух Палікота (пол. Ruch Palikota) у жовтні 2010 року. Партія класифікується як лівоцентристська або ліва в контексті польської політики.
Партія прийняла свою остаточну назву і програму 6 жовтня 2013 року та була розформована в січні 2023 року.

## Історія
У липні 2010 року Януш Палікот, тоді ще член Громадянської платформи, припустив, що покійний президент Лех Качинський сам винен у катастрофі Ту-154 в Смоленську. Після скандалу, що розгорівся, Палікот оголосив про плани створити власний громадський рух. 2 жовтня він організував у Варшаві з'їзд «Сучасна Польща», який відвідало кілька тисяч людей. На з'їзді Палікот оголосив свою програму із 15 пунктів. 6 жовтня він вийшов з Громадянської платформи.
9 січня 2011 року Палікот передав своє депутатське посвідчення Великому оркестру святкової допомоги для продажу на аукціоні.
1 червня 2011 року він офіційно зареєстрував свій рух як політичну партію під назвою Рух Палікота.
На парламентських виборах 2011 року партія отримала 10 % голосів і здобула 40 місць у Сеймі, що зробило її третьою партією в парламенті після Громадянської платформи і Права і справедливості, що стало одним з найкращих дебютних результатів з часів падіння комуністичного режиму.
Анна Гродзька, перша трансгендерна депутатка у Європі, була обрана від списку партії у 2011 році. А також від нього був обраний Роберт Бедронь, перший відкритий гей у історії польського парламенту. Один з парламентарів, Роман Котліньський раніше був католицьким священиком.
8 березня 2012 року Лукаш Гібала, голова краківських структур правлячої Громадянської платформи, приєднався до Руху Палікота, ставши 43-м депутатом партії. Його перехід був дещо знаковим, оскільки він є племінником міністра юстиції Ярослава Ґовіна.
6 травня 2013 року Рух Палікота зареєстрував свій перший місцевий партійний комітет за кордоном, сформований поляками, які проживають у Брюсселі.
25 травня 2014 року на виборах до Європарламенту блок Європа Плюс до якого входив Рух отримав 3,6 % голосів, що нижче 5 % виборчого бар'єру, і, таким чином, не зміг отримати жодного депутата Європарламенту.
6 жовтня 2013 року партію було перейменована на «Твій рух».
Липня 2015 року Рух, Союз демократичних лівих сил, Унія праці та Зелені сформували виборчий блок Об'єднані ліві для участі у майбутніх парламентських виборах.
На парламентських виборах 25 жовтня 2015 року список «Об'єднаних лівих» очолила Барбара Новацька з «Твого руху» і отримала лише 7,6 % голосів, що нижче 8 % прохідного бар'єру, в результаті чого Рух залишилася без парламентського представництва.
На парламентських виборах 2019 року партія йшла у складі Лівиці.
Партія розпустилася в січні 2023 року.

## Ідеологія
Різноманітні джерела характеризують Рух Палікота як ліберальний, соціал-ліберальний, антиклерикальний та проєвропейський. Медіа описують його як лібертаріанський, ліберальний, антиклерикальний, популістський та лівий. Financial Times охарактеризував економічні погляди членів Руху як неоднорідні — від лібертаріанства до соціал-демократії.
Рух Палікоту хотів скасувати релігійне навчання в державних школах та державні субсидії церквам, легалізувати аборти по запиту, знизити вік голосування до 16, безкоштовно роздавати презервативи, легалізувати одностатеві шлюби, реформувати Управління соціального страхування, відмінити Сенат, легалізувати канабіс та запровадити пропорційне оподаткування.

## Виборча історія

### Сейм
| Вибори | Лідер(и)                                                | Голоси    | %    | Місця    | Зміна       |
| ------ | ------------------------------------------------------- | --------- | ---- | -------- | ----------- |
| 2011   | Януш Палікот                                            | 1,439,490 | 10.0 | 40 / 460 | Нова партія |
| 2015   | Януш Палікот Барбара Новацька                           | 1,147,102 | 7.6  | 0 / 460  | ▼ 40        |
| 2015   | У складі Об'єднаних лівих, які не отримали жодних місць |           |      |          |             |
| 2019   | Марценна Каркошка Каміль Жебровський                    | 2,319,946 | 12.6 | 0 / 460  | ▬           |
| 2019   | У складі Лівиці, яка отримала 49 місця загалом          |           |      |          |             |

### Європарламент
| Вибори | Лідер                                              | Голоси  | %   | Місця  | Зміна       |
| ------ | -------------------------------------------------- | ------- | --- | ------ | ----------- |
| 2014   | Януш Палікот                                       | 252,699 | 3.6 | 0 / 51 | Нова партія |
| 2014   | У складі Європа Плюс, яка не отримала жодних місць |         |     |        |             |